# 폴리에틸렌 테레프탈레이트
폴리에틸렌 테레프탈레이트(polyethylene terephthalate), 또는 간단히 페트(PET)는 폴리에스테르 계열에서 가장 일반적인 열가소성 고분자 수지로, 전선 피복, 생활용품·장난감·전기절연체·라디오와 텔레비전 케이스, 포장재 등 다양한 곳에 사용한다. 시중에 유통되는 플라스틱 음료수병의 대부분을 차지하고 있어, 흔히 말하는 페트병은 이 원료로 만든 병을 말한다.
2016년 기준 PET의 연간 생산량은 5,600만 톤에 달하였다. 가장 큰 수요는 섬유 분야로, 전체 수요의 60% 이상을 차지하며, 흔히 사용하는 페트병은 전세계적으로 약 30%의 수요를 차지했다. 섬유 산업에서는 일반적으로 '폴리에스터'라는 이름으로 지칭하지만, 포장재와 관련해서는 'PET'라는 약어가 주로 사용된다. 섬유 이외의 응용 분야, 즉 포장재 용도로 사용되는 PET는 전 세계 고분자 생산량의 약 6%를 차지한다. PET의 전체 생산량 중 60% 이상이 폴리에스터 섬유로 사용되므로, PET는 폴리에틸렌(PE), 폴리프로필렌(PP), 폴리염화비닐(PVC)에 이어 네 번째로 많이 생산되는 고분자이다.
PET의 화학식인 화학식은 (C10H8O4)n에서 볼 수 있듯, 단위체 C10H8O4로 구성된다. PET는 일반적으로 재활용이 가능하며, 수지 식별 코드(RIC) 상 숫자 1번(♳)로 표시된다. 미국 PET 용기 자원 협회(NAPCOR)는 PET를 "테레프탈산(또는 디메틸 테레프탈레이트)과 모노에틸렌글라이콜로부터 유래하며, 이때 반응하여 고분자를 형성한 모노머 질량의 최소 90%가 테레프탈산(또는 디메틸 테레프탈레이트)과 모노에틸렌글라이콜로 구성되어야 하고, ASTM D3418의 절차 10.1에 따라 두 번째 열 분석에서 10 °C/분의 비율로 시료를 가열할 때 225°C에서 255°C 사이의 융점 피크 온도를 보여야 한다."라고 정의한다.
폴리에틸렌 테레프탈레이트는 가공 및 열 이력에 따라 비정질(투명) 상태 또는 반결정질 고분자로 존재할 수 있다. 반결정질 PET는 결정 구조와 입자 크기에 따라 투명하게 보일 수도 있고(입자 크기 500나노미터 미만), 불투명하고 흰색으로 보일 수도 있다(입자 크기 수 마이크로미터 수준).
PET 제조 공정 중 하나는 비스(2-하이드록시에틸) 테레프탈레이트를 이용하는 방식으로, 이는 테레프탈산과 에틸렌글라이콜 사이의 에스터화 반응(이 과정은 물이 부산물로 생기며 축합 반응이라고도 불린다)이나, 에틸렌글라이콜과 디메틸 테레프탈레이트(DMT) 사이의 전이 에스터화 반응(메탄올이 부산물로 생성됨)을 통해 합성할 수 있다. 또한 PET 자체를 재활용하여 얻을 수도 있다. 고분자화는 에스터화 혹은 전이 에스터화 이후에 바로 수행되는 축중합 반응을 통해 이루어지며, 이때 물이 부산물로 발생한다.

## 역사
폴리에틸렌 테레프탈레이트(PET)는 1941년 영국 맨체스터의 칼리코 프린터스 협회(Calico Printers' Association)에 근무하던 존 렉스 윈필드(John Rex Whinfield)와 제임스 테넌트 딕슨(James Tennant Dickson)에 의해 처음 특허가 출원되었다. 미국 델라웨어주의 E. I. 듀폰 드 니무어즈(DuPont)는 1950년에 최초로 다크론(Dacron)이라는 상표명으로 PET 섬유를 생산하였고, 1951년 6월에는 boPET(biaxially oriented PET) 필름에 '마일러(Mylar)'라는 상표를 사용했으며, 이 상표는 1952년에 공식 등록되었다. 마일러는 현재까지도 폴리에스터 필름을 대표하는 가장 잘 알려진 상표명이다. 현재 이 상표의 소유권은 듀폰 테이진 필름(DuPont Teijin Films)에 있다.
소련에서는 1949년 소련 과학아카데미 고분자 화합물 연구소(лаборатории Института высокомолекулярных соединений Академии наук СССР)의 실험실에서 최초로 PET가 제조되었으며, 여기서 비롯된 이름이 ‘Lavsan’으로, 해당 연구소 명칭의 러시아어 약자에서 따온 것이다.
페트병은 1973년 내서니얼 와이스(Nathaniel Wyeth)에 의해 발명되었고, 듀폰이 특허를 출원하였다.

## 물리적 성질

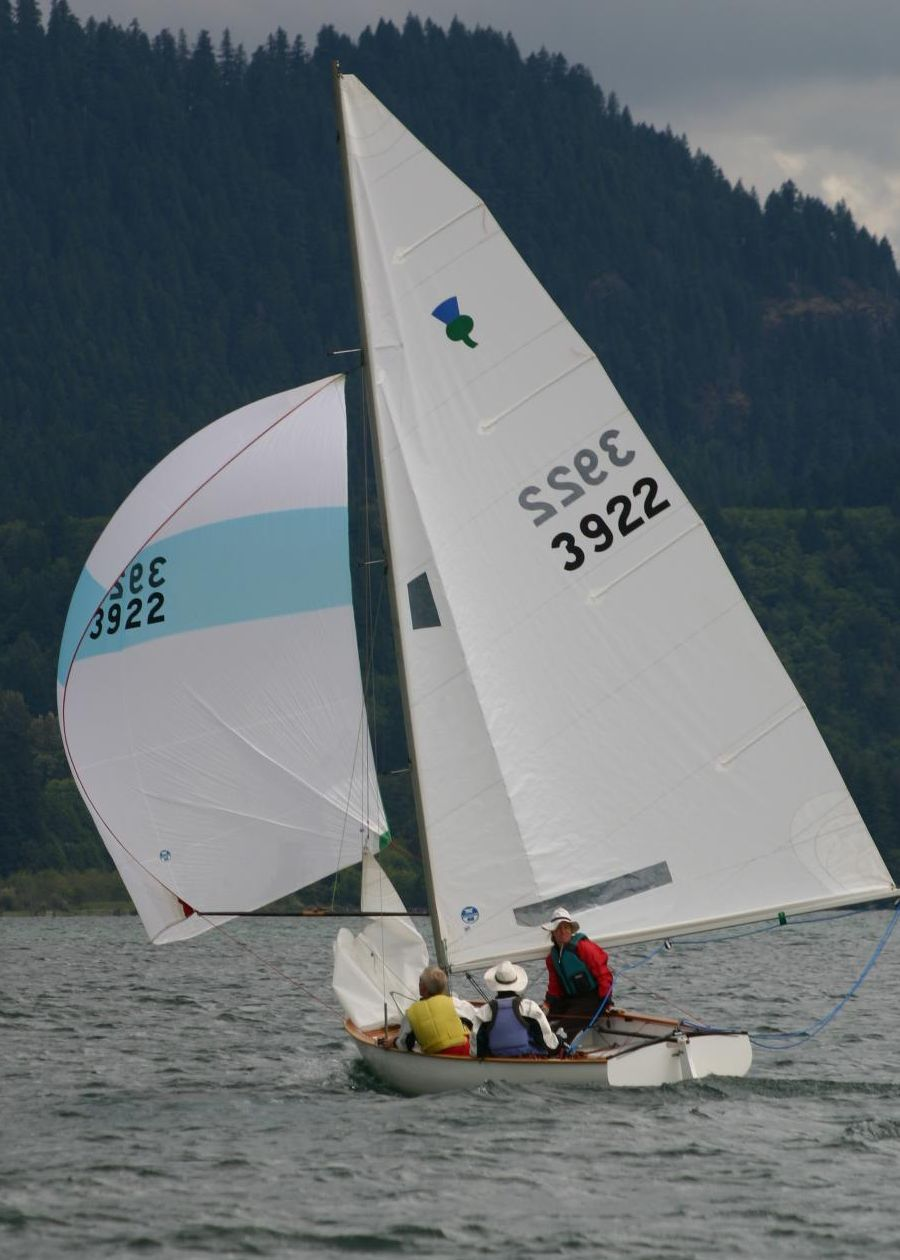
돛천(sailcloth)은 일반적으로 PET 섬유, 즉 폴리에스터 또는 다크론(Dacron)이라는 브랜드명으로도 알려진 섬유로 만들어진다. 다채롭고 가벼운 스피니커(spinnaker)는 보통 나일론으로 제작된다.

가장 안정된 상태의 PET는 무색의 반결정성 수지이다. 그러나 다른 반결정성 고분자에 비해 결정화 속도가 느린 편이다. 가공 조건에 따라 비결정성(비정질) 또는 결정성 구조로 성형할 수 있다. 제조 과정에서 연신(drawing)이 용이하기 때문에, PET는 섬유 및 필름 응용에 적합하다. 대부분의 방향족 고분자처럼, PET는 지방족 고분자보다 물을 잘 차단하는 특성을 가진다. 또한 PET는 강도와 충격 저항성이 뛰어나며, 흡습성이 있어 물을 흡수한다.
상업용 제품에서 PET의 결정화 정도는 대개 60%를 상한으로 하는데, 폴리에스터 섬유는 예외에 해당한다. 투명 제품은 용융된 고분자를 유리전이 온도(Tg) 이하로 빠르게 냉각시켜 비결정성 고체로 만들면 얻을 수 있다. 유리처럼, 비정질 상태의 PET는 냉각 과정에서 분자들이 질서정연한 결정 구조를 형성할 시간 없이 얼어붙기 때문에 형성된다. 그러나 이 상태에서 다시 충분한 열을 가해 Tg 이상으로 가열하면, 분자들이 다시 움직이기 시작하고, 결정이 핵생성되어 성장할 수 있다. 이 과정을 고체 상태 결정화(solid-state crystallization)라고 한다. 또한 비정질 PET는 클로로포름이나 톨루엔과 같은 용매에 노출되면 결정화가 일어나 불투명해진다.
더 높은 결정성을 가진 제품은 용융된 고분자를 천천히 냉각시키는 방식으로 제조할 수 있다. 이 과정에서 하나의 큰 단일 결정이 형성되기보다는, 여러 개의 구상 결정(spherulite, 결정화 영역)이 생성되며, 각 구상 결정 안에는 다수의 작은 결정립(crystallite, 결정 입자)이 포함된다. 빛은 이러한 결정립 경계와 그 사이의 비정질 영역을 통과할 때 산란되기 때문에, 최종 고체는 반투명한 외관을 갖게 된다. 고분자에 방향성을 부여하는 것도 투명도를 높이는 요인이 된다. 이러한 이유로 BOPET 필름과 PET 병은 일정 수준의 결정성을 유지하면서도 투명한 특성을 나타낸다.

### 향미 흡수
PET는 소수성 향료에 대한 친화성을 가지고 있기 때문에, 유리 용기에 비해 음료를 PET 용기에 담을 경우 향이 일부 용기에 흡수되는 경향이 있어, 이를 보상하기 위해 향료 함량을 더 높게 조정하는 경우가 있다.(p. 115) 일부 유럽 국가들처럼 PET 병을 재사용하는 시스템에서는, PET가 향을 흡수하기 쉬운 특성 때문에 재사용 병을 회수할 때 서로 다른 향이 섞이는 교차 오염을 방지해야 한다.(p. 115)

### 점성
PET는 용도에 따라 서로 다른 정도의 중합도를 필요로 하며, 이는 제조 공정 조건의 조절을 통해 달성하는 것이 일반적이다. PET의 분자량은 용액의 점도를 통해 측정되며, 이때 고유 점성(intrinsic viscosity, IV)을 측정하는 것이 일반적이다. 고유 점도는 상대 점도(relative viscosity)를 0 농도로 외삽하여 얻은 무차원 수치이며, 단위는 일반적으로 dℓ/g으로 표현된다. 아래는 일반적인 용도별 고유 점도 범위이다.
| 용도                          | 고유 점도(IV) |
| ----------------------------- | ------------- |
| 섬유용                        | 0.40–0.70     |
| 기술 섬유 (예: 타이어 코드)   | 0.72–0.98     |
| BOPET 필름                    | 0.60–0.70     |
| 열성형용 시트 등급 필름       | 0.70–1.00     |
| 일반 목적 병                  | 0.70–0.78     |
| 탄산음료 병                   | 0.78–0.85     |
| 단섬유 및 엔지니어링 플라스틱 | 1.00–2.00     |

## 같이 보기
- 폴리에틸렌
- 폴리에스터
- 에틸렌 글라이콜
- 테레프탈산

- 바이오플라스틱